# Týček
Týček (deutsch Teytschek, auch Tejtschek) ist eine Gemeinde in Tschechien. Sie liegt zwei Kilometer nordöstlich von Zbiroh (Zbirow) und gehört zum Okres Rokycany. 

## Geographie
Der Rundling Týček befindet sich rechtsseitig über dem Tal des Baches Zbirožský potok in der Křivoklátská vrchovina (Pürglitzer Bergland). Nördlich erheben sich der Na Hranicích (504 m n.m.) und die Dlouhá skála (580 m n.m.), im Nordosten der Holý vrch (572 m n.m.), östlich die Horka (490 m n.m.), im Südosten die Třenická hora (500 m n.m.), südlich der Šibenec (512 m n.m.), im Südwesten der Bukov (572 m n.m.) und die Čertova skála (566 m n.m.), westlich die Světovina (560 m n.m.) und im Nordwesten die Babí skála (532 m n.m.). Gegen Norden befinden sich die Reste der Burg Řebřík. Das Dorf liegt am Rande des Landschaftsschutzgebietes Křivoklátsko. 

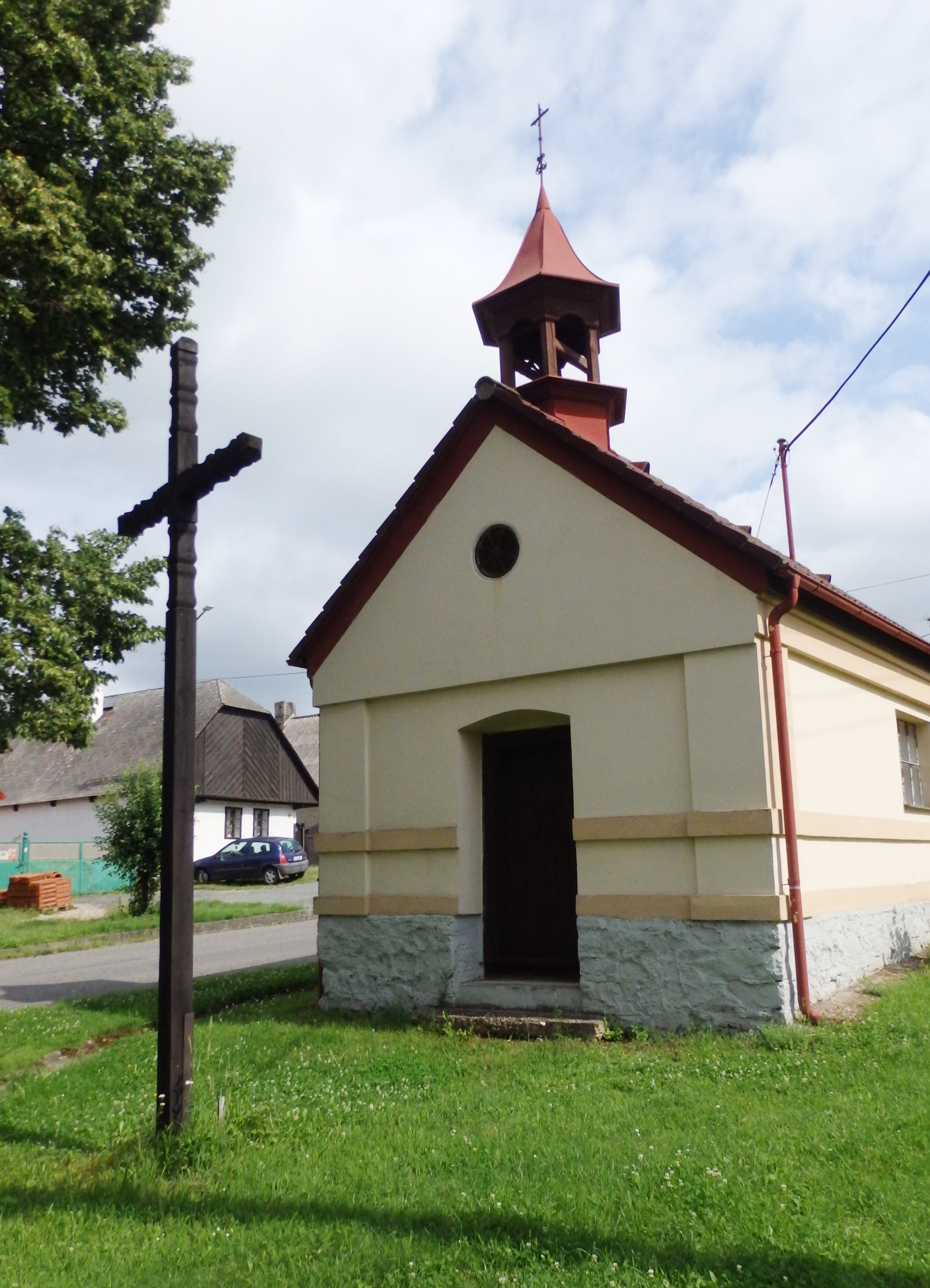
Kapelle in Týček

Nachbarorte sind U Svatého Petra, Letná und Líšná im Norden, Na Chrástech, Bzová und Točník im Nordosten, Opyš, Žebrák und Drozdov im Osten, Třenice, Cerhovice und Újezd im Südosten, Doubravka, Bouchalka, Borek, Pětidomí, Malý Újezd und V Čápu im Süden, Zbiroh im Südwesten, Františkov und Drahoňův Újezd im Westen sowie Přísednice, Jablečno und Lhotka im Nordwesten.

## Geschichte

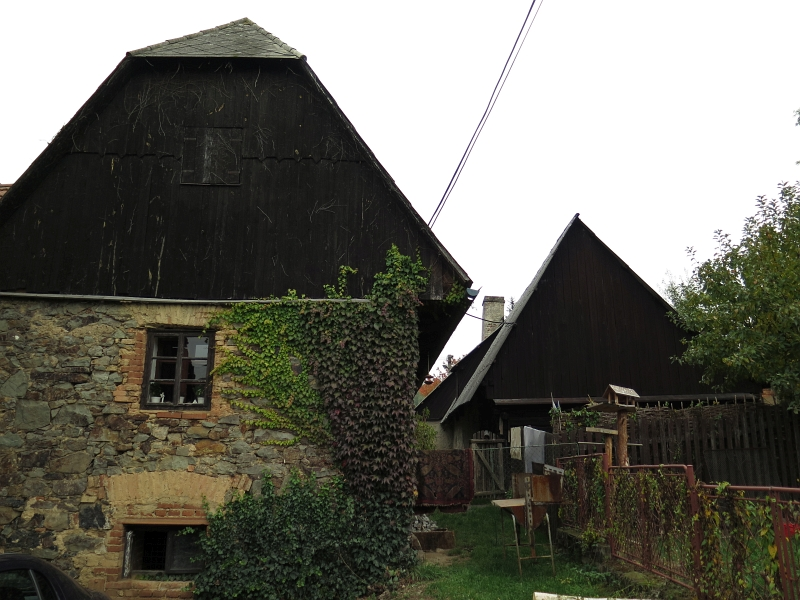
Gehöft Nr. 28

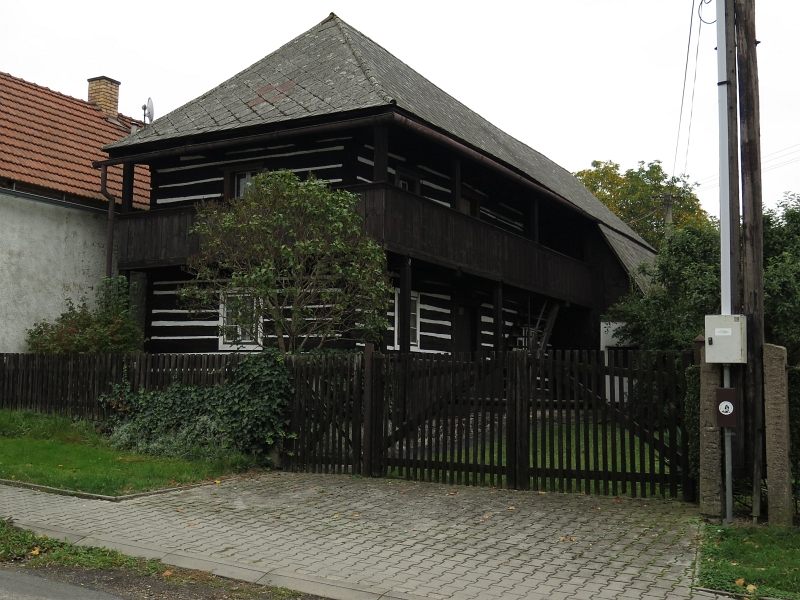
Gehöft Nr. 25

Die erste schriftliche Erwähnung von Týček erfolgte im Jahre 1336. Als 1366 die Herren von Rosenberg die Herrschaft Zbiroh erwarben, gehörte Týček bereits zu dieser. Dies blieb auch in den nächsten knapp 500 Jahren so. 
Zu den nachfolgenden Grundherren gehörten ab der Mitte des 15. Jahrhunderts die Herren von Kolowrat und seit Beginn des 16. Jahrhunderts die Herren von Lobkowitz. Wegen seiner Beteiligung an den Aufstandsplänen gegen König Rudolf II. floh der Oberstlandeskämmerer Ladislaw Popel von Lobkowitz 1594 ins Ausland. Seine Herrschaft Zbirow wurde konfisziert und unter die Verwaltung der Böhmischen Kammer gestellt. 1785 bestand Teicžek aus 33 Häusern. 1834 wurde die Kameralherrschaft Zbirow der Oberaufsicht des k.k. Berg-Oberamtes Příbram und der Hofkammer im Münz- und Bergwesen unterstellt.
Im Jahre 1848 bestand das im Berauner Kreis gelegene Dorf Teytschek bzw. Teyček aus 37 Häusern mit 306 tschechischsprachigen Einwohnern. Pfarrort war Drahno-Augezd, das Dorf war der Expositurkirche in Zbirow zugewiesen. Bis zur Mitte des 19. Jahrhunderts blieb Teytschek der k.k. Montanherrschaft Zbirow untertänig.
Nach der Aufhebung der Patrimonialherrschaften bildete Týček / Teytschek ab 1850 eine Gemeinde im Gerichtsbezirk Zbirow. 1868 wurde Týček dem Bezirk Hořowitz zugeordnet. Im Jahre 1869 bestand Týček aus 44 Häusern und hatte 298 Einwohner. Zum 1. September 1896 wurde die Gemeinde Týček Teil des neu gebildeten Bezirks Rokitzan. Im Jahre 1900 hatte Týček 308 Einwohner, 1910 waren es 322. 
Nach dem Ersten Weltkrieg zerfiel der Vielvölkerstaat Österreich-Ungarn, Týček wurde 1918 Teil der neu gebildeten Tschechoslowakischen Republik. Beim Zensus von 1921 lebten in den 57 Häusern der Gemeinde 323 Tschechen. 1930 lebten in den 62 Häusern von Týček 279 Personen. Zwischen 1939 und 1945 gehörte die Gemeinde Týček / Tejtschek zum Protektorat Böhmen und Mähren. Nach dem Ende des Zweiten Weltkrieges kam Týček zur wiedererrichteten Tschechoslowakei zurück. 1950 lebten in den 73 Häusern von Týček 254 Personen. Im Zuge der Gebietsreform von 1960 erfolgte die Eingemeindung nach Zbiroh. Zum 26. November 1971 wurde Týček wieder eigenständig und am 1. April 1980 erneut nach Zbiroh eingemeindet. Am 24. November 1990 wurde die Gemeinde Týček wiedererrichtet. 1991 lebten in den 86 Häusern von Týček 229 Personen. Beim Zensus von 2011 hatte die Gemeinde 199 Einwohner und bestand aus 95 Wohnhäusern.
In den Feldern westlich des Dorfes wurde an einem kleinen Zufluss zum Zbirožský potok ein Feuerlöschteich angelegt, der zugleich als Badeteich genutzt wird.

## Ortsgliederung
Für die Gemeinde Týček sind keine Ortsteile ausgewiesen.

## Sehenswürdigkeiten
- Kapelle auf dem Dorfplatz
- Holzkreuz neben der Kapelle auf dem Dorfplatz
- Gedenkstein für die Gefallenen des Ersten Weltkrieges, auf dem Dorfplatz
- Barocke Nischenkapelle am südwestlichen Ortsausgang, Kulturdenkmal
- Gusseisernes Kreuz neben der Nischenkapelle
- Hölzernes Wegkreuz, südöstlich des Dorfes
- Chaluppe Nr. 5, Kulturdenkmal
- Haus Nr. 25, eingeschossiger gezimmerter Bau mit Pawlatsche aus dem 17. Jahrhundert, Kulturdenkmal
- Haus Nr. 28, eingeschossiger steinerner Bau, Kulturdenkmal